# Private Practice
Private Practice ist eine US-amerikanische Fernsehserie und ein Ableger der erfolgreichen Krankenhaus-Serie Grey’s Anatomy. Die Serie beschäftigt sich unter anderem mit dem Leben von Addison Montgomery. Diese hat das Seattle Grace Hospital verlassen und ist nun Teilhaberin einer Privatpraxis in Los Angeles. Das Konzept der Serie wurde ebenso wie das von Grey’s Anatomy von Shonda Rhimes entwickelt, die außerdem neben Betsy Beers, Mark Gordon, Mark Tinker und Marti Noxon als Produzentin der Serie fungiert.
Im Januar 2013 wurde die Serie in den Vereinigten Staaten nach sechs Staffeln mit der insgesamt 111. Episode beendet. Im deutschsprachigen Raum wurde die letzte Episode mit dem Titel Die letzte Seite im Buch am 1. April 2013 in Österreich und der Schweiz und zwei Tage später in Deutschland gezeigt.

## Handlung

### Vorgeschichte
Die am Seattle Grace Hospital angestellte Gynäkologin und Fachärztin für neonatale Chirurgie Dr. Addison Forbes Montgomery trifft wegen privater Probleme die Entscheidung, Seattle zu verlassen und nach einigen Tiefschlägen in Karriere und Privatleben einen Neuanfang zu wagen. Aus diesem Grund macht sie sich auf den Weg nach L.A., um ihre alten Studienfreunde, die Fertilitätsspezialistin Dr. Naomi Bennett und deren Ex-Mann, den Allgemeinmediziner/Herzchirurgen Dr. Sam Bennett, zu besuchen. Dort erfährt sie von Naomi, dass sie unfruchtbar sei. Kurz darauf nimmt sie das Angebot an, in deren Gemeinschaftspraxis Oceanside Wellness Group zu arbeiten.

### Staffel 1
Nachdem Addison ihre Stelle als Oberärztin und Leiterin der Gynäkologie im Seattle Grace Hospital aufgegeben hat, zieht sie nach Los Angeles, um dort gemeinsam mit ihren alten Freunden Sam und Naomi sowie deren Freunden, dem Alternativmediziner Dr. Pete Wilder, der Psychiaterin Dr. Violet Turner, dem Kinderarzt Dr. Cooper Freedman und dem Auszubildenden Dell, in einer kleinen, privaten Praxis zu arbeiten. Nach anfänglichen Eingewöhnungsschwierigkeiten freundet sich Addison schnell mit den anderen Medizinern der Praxis an, vor allem aber mit Pete. Die beiden geben sich ihrer Leidenschaft füreinander hin, die Beziehung hat jedoch keine richtige Chance. Addison lernt den Polizisten und späteren SWAT Officer Kevin Nelson kennen und beginnt eine Beziehung mit ihm. Cooper beginnt mit der Leiterin des St. Ambrose Hospitals, Dr. Charlotte King, eine Affäre. Naomi und Sam haben nach ihrer Scheidung offensichtlich noch Gefühle füreinander. Sam ist jedoch nicht der einzige, der Gefühle für Naomi hat, denn auch Dell ist in sie verliebt. Schließlich kommt es zum Kuss zwischen Naomi und Dell sowie zwischen Naomi und Sam.

### Staffel 2
Addisons Beziehung zu Kevin gerät zuerst durch Addisons Misstrauen und nach Kevins Verwundung bei einem Polizeieinsatz durch ihre Überfürsorglichkeit ins Schwanken. Kurz darauf trifft sie auf Dr. Wyatt Lockhart und küsst ihn. Daraufhin beendet Addison die Beziehung, indem sie Kevin ihren Seitensprung gesteht. Auch mit Wyatt scheitert der Versuch, da dieser die Praxis wechselt. Seinen Arbeitsplatz belegt von da an Dr. Archer Montgomery, Addisons Bruder. Dieser beginnt eine Affäre mit Naomi, welche derweil ihren Posten als Leiterin der Oceanside Wellness Group an Addison abgeben muss, da sie die Finanzen nicht mehr kontrollieren kann. Sam findet währenddessen auch eine neue Freundin, was das Verhältnis zu Naomi verschlechtert.
Coopers Beziehung zu Charlotte wird derweil ernster und nach einem gescheiterten Heiratsantrag ihrerseits kommen die beiden letzten Endes wieder zusammen. Charlotte eröffnet im selben Gebäude eine weitere Praxis mit dem Namen Pacific Wellcare.
Addison verliebt sich in Dr. Noah Barnes, welcher sich aber als Ehemann einer ihrer Patientinnen entpuppt. Nachdem Pete die Beziehung zu seiner Ex-Freundin Dr. Megan Porter erneut beendet, lässt er sich auf eine Affäre mit Violet ein, die damit endet, dass beide Gefühle füreinander entwickeln. Gleichzeitig hat Violet auch Sex mit Dr. Sheldon Wallace, dem Psychiater der Konkurrenzpraxis. Kurz darauf stellt Violet fest, dass sie schwanger ist, jedoch weiß sie nicht, wer der Vater ist. Sie entscheidet sich letztlich für eine Beziehung mit Pete, ungeachtet wer der Vater ihres Kindes ist. Kurz darauf wird Violet von einer ihrer Patientinnen, Katie Kent, besucht. Diese hatte kurz zuvor ihr Kind verloren und beschließt, Violets Ungeborenes an sich zu nehmen, nachdem sie es per Kaiserschnitt gegen Violets Willen auf die Welt geholt hat. Violet bleibt mit heftigen Blutungen zurück.

### Staffel 3
Zunächst ist nicht klar, ob Violet überlebt. Naomi und Addison retten sie und das Baby in langen Operationen. Violet ist durch die vorangegangenen Ereignisse so traumatisiert, dass sie ihr Kind in die Obhut von Pete übergibt, obwohl die Frage nach der Vaterschaft des Babys Lucas noch nicht zweifellos geklärt ist. Violet leidet nach dem Überfall und dem gewaltsamen Kaiserschnitt an einer posttraumatischen Belastungsstörung, in deren Folge sie sich nicht traut, das Haus zu verlassen. Auf Drängen von Sheldon bringt ein Vaterschaftstest endlich Gewissheit: Pete ist der Vater des Babys. Um Violet aus dem Weg gehen zu können, verlässt Pete die Praxis und fängt genauso wie Naomi an, nun bei Pacific Wellcare zu arbeiten. Nach einiger Zeit fühlt sich Violet bereit dazu, Lucas als Sohn anzunehmen. Vor Gericht verlangt sie das gemeinsame Sorgerecht. Cooper sagt aus, Violet wäre noch nicht bereit, was diese ihm sehr übel nimmt. Letztlich entscheidet der Richter, dass Pete vorerst das alleinige Sorgerecht behält und Violet ihren Sohn lediglich unter Aufsicht besuchen darf. Sie kann die traumatischen Ereignisse jedoch überwinden, nachdem sie eine Nacht mit Addisons Vater verbracht hat.
Da nun zwei Büros in der Praxis frei geworden sind und sie von William White, dem Besitzer der Pacific Wellcare-Praxis, gekündigt wurde, tritt Charlotte Oceanside Wellness bei und arbeitet von da an als Sexologin. Violet erfährt, dass Charlotte bereits einmal verheiratet war. Als Charlotte es Cooper beichtet, trennt dieser sich von ihr. Sie beginnt eine Affäre mit Sheldon, die jedoch nicht lange hält, da sie sich mit Cooper versöhnt, nachdem dieser ihr einen Heiratsantrag gemacht hat, welchen sie annimmt. Außerdem kommt Dr. Amelia Shepherd, die Schwester von Addisons Ex-Mann Derek, nach Los Angeles und beginnt, im St. Ambrose Hospital als Neurochirurgin zu arbeiten.
Als Mark Sloan mit seiner Tochter Sloan nach LA reist, damit Addison Sloans ungeborenes Kind operieren kann, schlafen Addison und Mark miteinander. Währenddessen haben Sam und Naomi große Probleme mit ihrer Tochter Maya, da sie sich heimlich mit Jungs trifft, auf Partys geht, ihre Eltern anlügt und schwanger wird. Naomi trifft dies sehr hart, sie verlangt sogar einen Abbruch der Schwangerschaft von ihrer Tochter, Maya entscheidet sich aber für das Kind. Nachdem der Vater von Mayas Baby, ihr Freund Dink, um ihre Hand anhält, organisiert Sam die Hochzeit der beiden, jedoch ohne Naomi, die sich immer noch weigert, mit ihrer Tochter zu reden oder sie zu unterstützen. Letztendlich können sich Mutter und Tochter jedoch am Hochzeitstag wieder versöhnen.
Naomi geht eine Beziehung mit ihrem Chef William ein, verliebt sich jedoch in ihren Kollegen Dr. Gabriel Fife.
Unterdessen heiratet Dell zur Verwunderung aller seine Ex-Freundin Heather, die Mutter seiner Tochter Betsey. Jedoch hintergeht Heather ihn, indem sie wieder anfängt Drogen zu nehmen und sogar die Explosion eines Meth-Labors im Haus verursacht, in deren Folge sie an ihren schweren Verletzungen stirbt. Dell weigert sich, Heather zu besuchen oder Betsey in die Nähe ihrer sterbenden Mutter zu lassen, was ihm seine Tochter sehr übel nimmt.
Addison und Sam entdecken derweil ihre Gefühle füreinander, doch Addison will diese Beziehung aus Respekt zu ihrer besten Freundin Naomi nicht eingehen und kränkt Sam sehr damit. Stattdessen beginnt sie eine Beziehung mit Pete, die beiden trennen sich jedoch, da Pete immer noch Violet liebt und Addison Gefühle für Sam hat. Schließlich schlafen Addison und Sam miteinander.
Als sich die Geburt von Mayas Baby ankündigt, geraten Maya und Dell auf dem Weg ins Krankenhaus in einen Verkehrsunfall. Maya wird bei dem Unfall schwer verletzt und das Kind muss per Kaiserschnitt entbunden werden. Nach langem Überlegen entscheiden sich Amelia und Addison, Maya zu operieren und retten Maya und ihre Tochter Olivia. Erst nach einer Weile wird festgestellt, dass Dell Gehirnblutungen hat. Dell verabschiedet sich von seiner Tochter Betsey und entschuldigt sich auch bei ihr dafür, dass er ihr nicht erlaubt hat, ihre Mutter vor deren Tod noch einmal zu sehen. Dell stirbt auf dem OP-Tisch von Amelia.

### Staffel 4
Pete und Violet heiraten. Betsey wird nach längerem Überlegen zur Adoption freigegeben, da ihre Tante sich nicht mehr um sie kümmern möchte. Besonders Violet hat mit dieser Entscheidung zu kämpfen, da sie sich Dell gegenüber verpflichtet fühlt, dessen Tochter aufzunehmen. Nach Williams Tod vererbt dieser Naomi eine beträchtliche Summe Geld, so dass sie beschließt die beiden Praxen Pacific Wellcare und Oceanside Wellness fusionieren zu lassen, was von allen Seiten befürwortet wird. Amelia bekommt eine Festanstellung in der Praxis.
Sam und Addison werden endgültig ein Paar, was Addison nach kurzem Zögern auch Naomi erzählt, was diese anfangs nicht sehr gut aufnimmt. Die beiden können sich jedoch versöhnen. Wegen Addisons Kinderwunsch, den Sam nicht teilt, kommt es immer wieder zu Streitereien, was letztendlich zur Trennung führt. Die beiden versöhnen sich allerdings und werden wieder ein Paar.
Letztlich findet Naomi ihr Glück mit Gabriel und zieht mit ihm nach New York. Außerdem nimmt Naomi Betsey bei sich auf, da diese nicht bei ihrer Pflegefamilie bleiben kann, weil das leibliche Kind der Familie an einer Persönlichkeitsstörung leidet und Betsey so stark misshandelt, dass diese sogar ins Krankenhaus muss.
Wenig später wird Charlotte das Opfer einer Vergewaltigung. Zuerst weigert sie sich, es den anderen zu erzählen, besonders Cooper, allerdings kommt alles nach und nach ans Licht. Danach hat Charlotte noch lange mit den Folgen der Vergewaltigung zu kämpfen, schafft es aber durch die Hilfe ihrer Freunde, ihr Trauma zu überwinden. Da sie sich aber erst viel zu spät dazu durchringen kann die Vergewaltigung anzuzeigen, wird ihre Anzeige nicht mehr angenommen und ihr Peiniger kommt vorerst ungestraft davon. Einige Zeit danach kommt ihr Peiniger ins Krankenhaus, da er seine Freundin angegriffen hatte und sie ihn mit einem Messer verletzt hat. Während seine Freundin anfangs noch zu ihm hält, eröffnet sie Charlotte später, dass ihr Freund ihr von der Vergewaltigung erzählt hatte. Charlotte kann die Freundin davon überzeugen, bei der Polizei zuzugeben, dass es die Vergewaltigung gab und so erhält ihr Peiniger doch noch seine Strafe.
Schließlich heiraten Cooper und Charlotte in einer privaten Zeremonie in Las Vegas.
Addison bekommt Besuch von ihrer Mutter. Weil deren lesbische Lebensgefährtin Susan Krebs hat, erhofft sie sich, dass Addison ihr helfen kann. Nach anfänglichem Erfolg bricht Susan jedoch während ihrer Hochzeitsfeier zusammen und stirbt kurz darauf. Addison versöhnt sich daraufhin mit ihrer Mutter, jedoch begeht diese mit Schlafmitteln Selbstmord, da sie ohne Susan nicht leben kann.
Amelia hat eine sehr bewegte Alkohol- und Drogenvergangenheit. Auf der Hochzeitsfeier von Cooper und Charlotte trinkt sie versehentlich ein Glas Champagner und erleidet dadurch einen Rückfall in die Alkoholsucht.
Pete wird von seinem Bruder dazu gebracht, seine schwerkranke Mutter im Gefängnis zu besuchen. Zunächst lehnt er jeden weiterführenden Kontakt mit ihr ab. Auch hilft er ihr nicht bei dem Vorhaben, sie wegen ihrer schweren Krankheit aus dem Gefängnis freilassen zu können, da er sich weigert, die notwendigen Formulare auszufüllen. Als sein Bruder die Mutter später wissentlich vergiftet, damit sie freikommt, lässt er sich jedoch von Violet dazu bewegen, sich mit seiner Mutter zu versöhnen. Allerdings stirbt diese kurz darauf im Krankenhaus.
Violet indes veröffentlicht ein Buch, in dem sie ihre ganze Leidensgeschichte, mit Fokus auf den Kindesraub durch Katie Kent, erzählt. Katie klagt zunächst gegen das Buch, da sie sich in ihrer Heilung gefährdet sieht, weil sie trotz geänderten Namens jeder mit der Figur im Buch in Verbindung bringen kann. Letztlich lässt sie die Klage fallen, jedoch ruft diese Klage die Ärztekammer auf den Plan, was dazu führt, dass Violet ihre Lizenz verliert. Außerdem gerät die gesamte Praxis in Verruf, da während der Untersuchungen der Ärztekammer herauskommt, dass sich alle Mitglieder der Praxis untereinander über die ärztliche Schweigepflicht hinwegsetzen und auch mit Kollegen, die nichts damit zu tun haben, über ihre Fälle diskutieren. Addison bringt die Idee ein, dass man die Praxis auflösen und neu gründen sollte, was positiv aufgenommen wird.
Da Violet nun vorerst nicht mehr als Ärztin arbeiten kann, nimmt sie das Angebot ihres Herausgebers an und unternimmt eine Lesereise. Aus diesem Grund kommt es zu einem heftigen Streit mit Pete, was sie aber nicht von ihrem Vorhaben abbringen kann. Als sie unterwegs ist, erleidet Pete einen Herzinfarkt. Da außer Lucas niemand im Haus ist und Pete zudem das Telefon nicht erreicht, ist es unklar, ob er überlebt.

### Staffel 5
Pete wird von Cooper gefunden und von diesem ins Krankenhaus gebracht. Da Violets Flug massive Verspätung hat, kann Cooper sie rechtzeitig erreichen und Violet sagt daraufhin ihre Lesereise ab. Pete wird erfolgreich operiert und überlebt. Allerdings hat die Beziehung von Violet und Pete tiefe Risse bekommen, so dass sie sich wenig später trennen. Violet bekommt ihre Lizenz zurück, nachdem der medizinischen Aufsicht klar wird, dass ihre Patienten sie brauchen. Violet lässt sich auf eine kurze Affäre mit einem wesentlich jüngeren Mann ein, erkennt jedoch schnell, dass sie immer noch Gefühle für Pete hat. Da diese auf Gegenseitigkeit beruhen, beschließen die beiden, es noch einmal miteinander zu versuchen. Weil Pete die lebenserhaltenden Maschinen eines Patienten auf Wunsch des Lebenspartners abstellt, wird er von dem Vater des Patienten wegen Mordes verklagt. Er kommt zunächst gegen Kaution frei, die Anklage wird aber nicht fallen gelassen.
Amelia hat weiterhin Probleme mit dem Alkohol. Sie wird gerufen, als Pete eingeliefert und festgestellt wird, dass er einen Neurochirurgen braucht. Allerdings ist sie zu dem Zeitpunkt betrunken. Die Operation ist erfolgreich, jedoch wird sie von Charlotte vorübergehend suspendiert. Sheldon kann Charlotte wenig später allerdings überzeugen, ihr eine zweite Chance zu geben. Außerdem besucht sie wieder die Sitzungen der Anonymen Alkoholiker. Sie fängt allerdings erneut an zu trinken, nachdem ihre Freundin, die sechs Monate zuvor die Diagnose der Huntington-Krankheit bekommen hatte, mit Schlafmitteln Selbstmord begangen hat. Außerdem fängt sie an, verschreibungspflichtige Medikamente wie Oxycodon zu nehmen. Sie vernachlässigt ihre Patienten, kapselt sich von der Außenwelt ab und schreibt sich selber Rezepte für ihren Drogenmissbrauch. Charlotte möchte ihrer Freundin helfen, da sie, wie sich herausstellt, früher selbst abhängig von Schmerzmitteln war und dadurch einen Autounfall verursachte, bei dem eine Person starb. Wenig später lernt Amelia Ryan kennen. Sie verlieben sich ineinander und verloben sich letztlich, jedoch ist er der Grund dafür, dass Amelia weiter abstürzt, da die beiden sich gegenseitig zum Drogenkonsum verleiten. Nach einer Intervention der Ärzte in der Praxis, die sich alle um Amelia sorgen, da diese zwölf Tage verschwunden war, fängt Amelia an, Einsicht zu zeigen. Sie und Ryan nehmen jedoch erneut Drogen, woraufhin Ryan stirbt, weil er an seinem Erbrochenen erstickt. Als Folge dieses Ereignisses ist Amelia vollends zu einem Entzug bereit. Amelia entschuldigt sich zudem bei ihren Kollegen in der Praxis für ihr Verhalten, besonders während der Intervention. Sie stellt später fest, dass sie von Ryan schwanger ist und möchte das Baby behalten. Bei den Vorsorgeuntersuchungen stellt sich allerdings heraus, dass ihr Baby an Anenzephalie leidet. Nachdem das Baby geboren wurde, werden seine Organe auf Amelias Wunsch gespendet.
Addison fängt an, zu einem Psychologen zu gehen. Sie und Sam sind wieder ein Paar, Addison möchte allerdings weiterhin ein Kind bekommen, was zu großen Reibereien zwischen den beiden führt. Deswegen beginnt sie mit Fruchtbarkeitsbehandlungen, welche aber letztlich fehlschlagen. Ihr behandelnder Arzt, Dr. Jake Reilly, ist außerdem der Mann, mit dem sie wenige Wochen vorher beinahe nach Fidschi durchgebrannt wäre, als sie und Sam gerade getrennt waren. Wenig später wird Jake in der Praxis, welche in Seaside Health Wellness umbenannt wird, neu eingestellt. Es stellt sich außerdem heraus, dass Jake eine erwachsene Tochter hat, die Medizin studiert, und seine Ehefrau an einer Überdosis Drogen starb. Am Ende trennen sich Sam und Addison erneut, da Sam wie gehabt keine Kinder mehr haben möchte. Addison versucht weiterhin, ein Baby zu bekommen, wobei sie nun von Jake unterstützt wird. Ihre Bemühungen sind aber anfangs ohne Erfolg. Sie erhält wenig später die Möglichkeit, ein Baby zu adoptieren, und kann sich so endlich ihren Traum vom Muttersein erfüllen. Das Baby, ein Junge, bekommt von ihr den Namen Henry. Sie beginnt eine Beziehung mit Jake, jedoch gesteht ihr Sam wenig später, dass er sie zurückhaben möchte, und macht ihr einen Heiratsantrag.
In der Zwischenzeit tritt Sams Schwester Corinne wieder in sein Leben, nachdem die beiden 20 Jahre lang keinen Kontakt mehr hatten. Corinne leidet an einer Bipolaren Störung, die jedoch lange nicht richtig diagnostiziert wurde, was dazu führte, dass sie jahrelang falsche Medikamente verschrieben bekam. Da Sam und Corinne lange keinen Kontakt hatten, weswegen Sam ihr Vorwürfe macht, kommt es zwischen den Geschwistern immer wieder zu Reibereien. Addison unterstützt Sam dabei, was zu einem One-Night-Stand zwischen den beiden führt. Nach einem Unfall in Sams Haus weist dieser seine Schwester schweren Herzens in eine geschlossene Anstalt ein, da er alleine sich nicht in der Lage sieht, ihre Krankheit zu behandeln.
Cooper wird von einer Frau namens Erika aufgesucht, welche behauptet, er sei der Vater ihres achtjährigen Sohnes Mason. Nach einem Vaterschaftstest stellt sich heraus, dass Mason wirklich Coopers Sohn ist, womit Charlotte zunächst große Probleme hat. Mit der Zeit entwickelt Charlotte jedoch mütterliche Gefühle gegenüber Mason. Bei Erika wird später ein Hirntumor festgestellt, der nur schwer zu behandeln ist und ihre Lebenserwartung auf nur noch wenige Monate senkt, jedoch verweigert sie zunächst jede Hilfe. Sie kann aber zu einer Operation überredet werden, die Amelia und ihr Bruder Derek in Seattle erfolgreich durchführen. Es wird allerdings festgestellt, dass sich bereits Metastasen in ihrem Körper gebildet haben. Letztlich verliert sie den Kampf gegen den Krebs und stirbt.

### Staffel 6
Addison entscheidet sich für eine Beziehung mit Jake, was ihre Freundschaft mit Sam auf eine harte Probe stellt. Die beiden versöhnen sich aber sehr schnell wieder, nachdem sie die Nachricht des Todes ihres gemeinsamen Studienfreundes Mark Sloan erreicht. Später macht Addison Jake einen Heiratsantrag, den dieser annimmt. Kurz darauf heiraten die beiden. Weiterhin versöhnen die beiden sich mit Henrys leiblicher Mutter und ermutigen diese dazu, Henry regelmäßig zu besuchen.
Petes Gerichtstermin wegen seiner Mordanklage steht an. Als er nicht auftaucht, glaubt Violet zuerst, er sei untergetaucht, um der Verurteilung zu entgehen. Wenig später bekommt sie die Nachricht, dass Pete während des Joggens einen Herzinfarkt hatte und daran starb. Violet entschließt sich im Laufe der Zeit dazu, ein weiteres Buch mit dem Titel Private Practice zu schreiben.
Amelia und der für Pete neu eingestellte Arzt in der Notaufnahme, Dr. James Peterson, werden nach einigen Schwierigkeiten ein Paar.
Naomi kehrt für die Hochzeit von Addison und Jake kurzzeitig nach Los Angeles zurück, wo sie und Sam einen One Night Stand haben. Nachdem Addison später herausfindet, dass Naomi schwanger ist, gesteht diese ihr, dass Dr. Fife und sie niemals geheiratet haben und längst getrennt sind. Schließlich wird Sam klar, dass er Naomi immer noch liebt, weswegen er nach New York reist und ihr seine Liebe gesteht. Die beiden heiraten erneut, und Naomi beginnt wieder in der Praxis zu arbeiten.
Charlotte stellt unterdessen fest, dass sie schwanger ist. Zu ihrem Missfallen erwartet sie Drillinge, womit sie am Anfang große Probleme hat, sie findet sich aber damit ab. Cooper und Charlotte erklären sich außerdem bereit, Lucas bei sich aufzunehmen, sollte Violet etwas zustoßen. Während der Schwangerschaft kommt es zu Komplikationen, in deren Folge Addison eines der Mädchen zur Welt bringen und Charlotte den Rest der Schwangerschaft im Bett verbringen muss. Schließlich bringt Charlotte jedoch die beiden anderen Mädchen gesund zur Welt.
Sheldon stellt bei sich gesundheitliche Probleme fest und lässt sich deswegen untersuchen, wobei herauskommt, dass er Prostata-Krebs hat. Während seiner täglichen Strahlenbehandlung lernt er Miranda kennen, die ebenfalls Krebs hat. Obwohl sich herausstellt, dass Miranda bald sterben wird, werden die beiden ein Paar. Sheldon kündigt seinen Job, damit er sich um Miranda während ihrer letzten Monate kümmern kann.

## Besetzung

### Hauptbesetzung

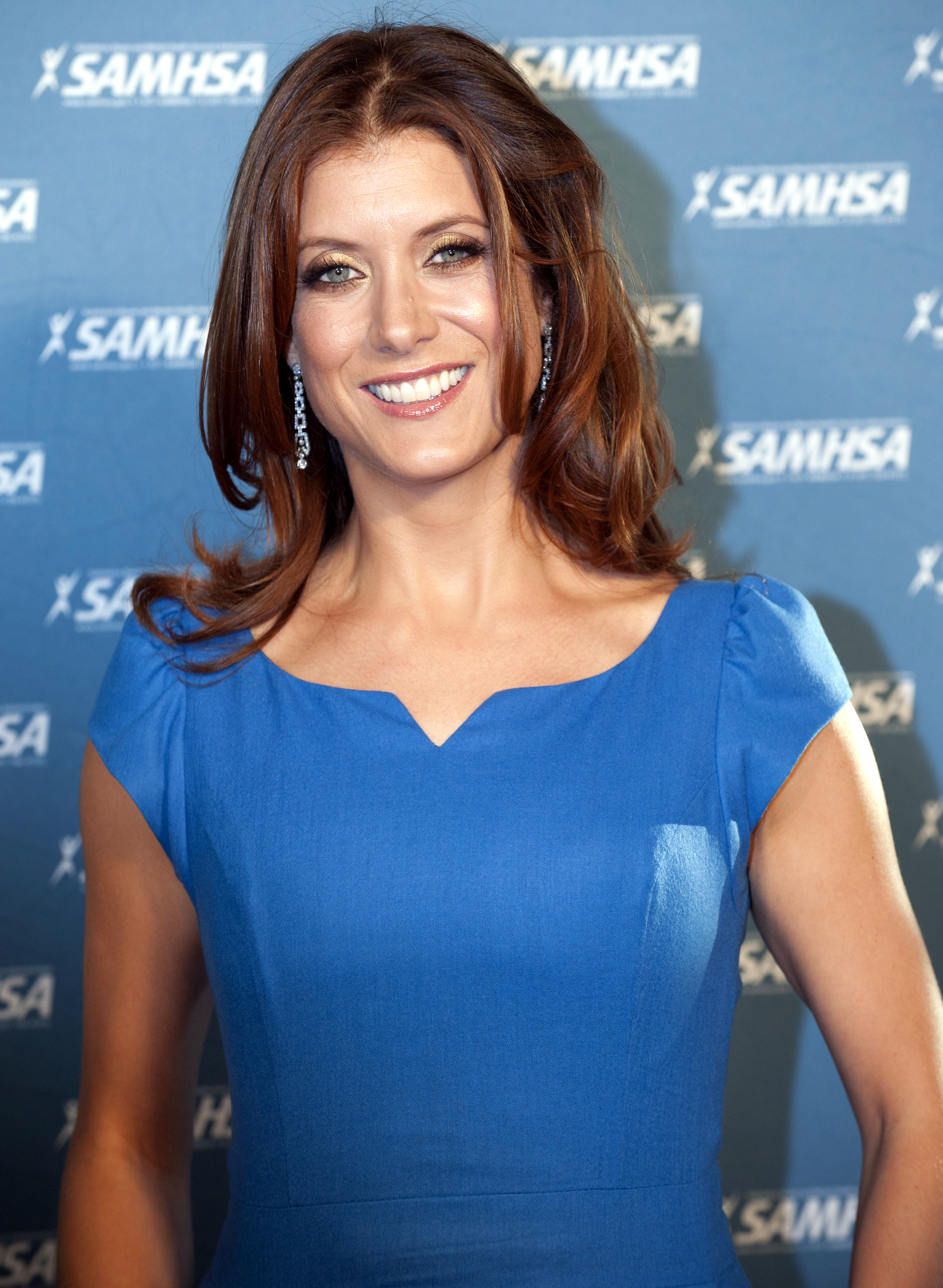
Kate Walsh spielte Dr. Addison Forbes Montgomery
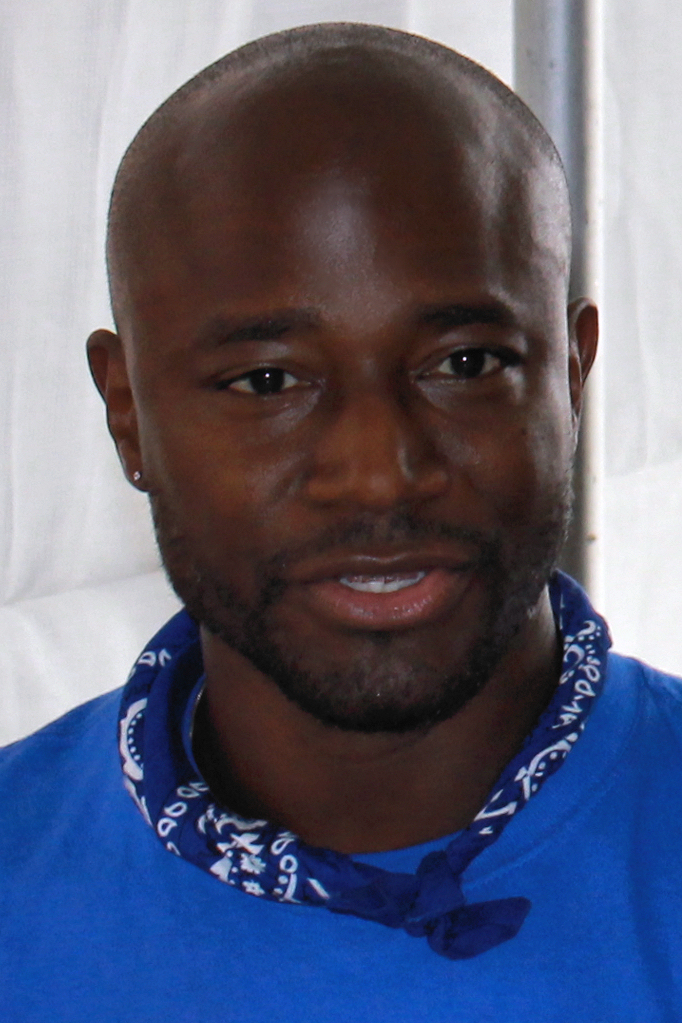
Taye Diggs spielte Dr. Samuel Bennett
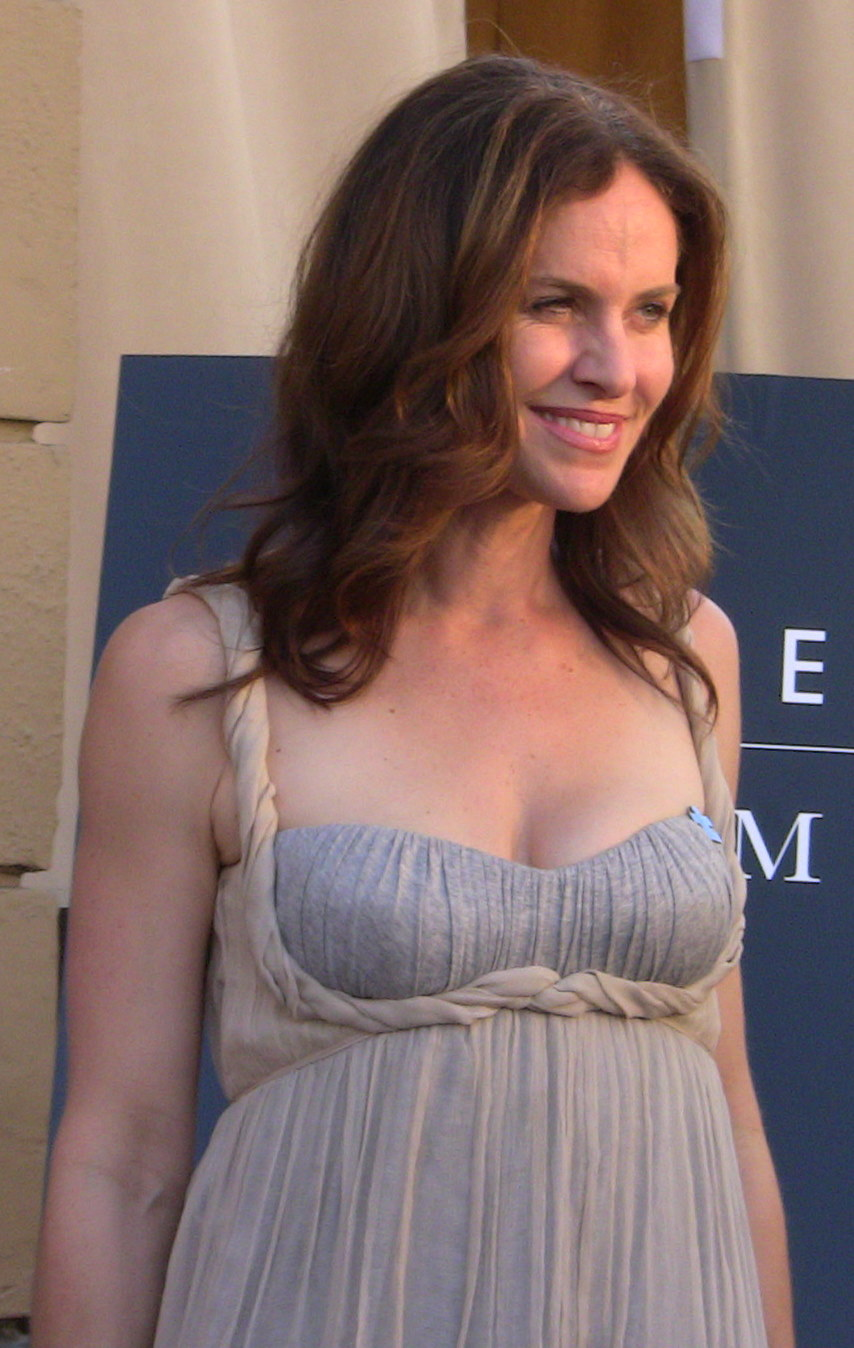
Amy Brenneman spielte Dr. Violet Turner
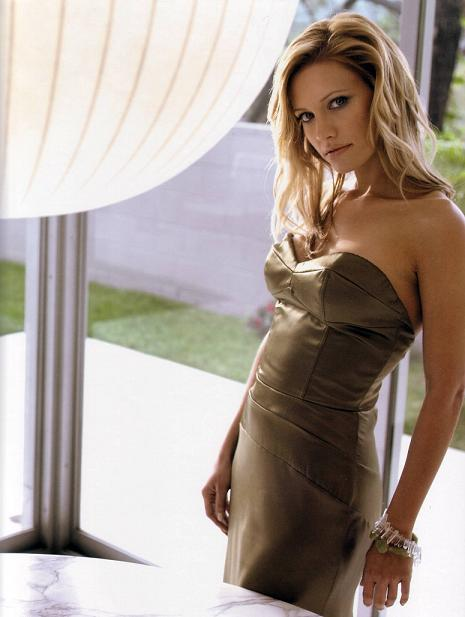
KaDee Strickland spielte Dr. Charlotte King
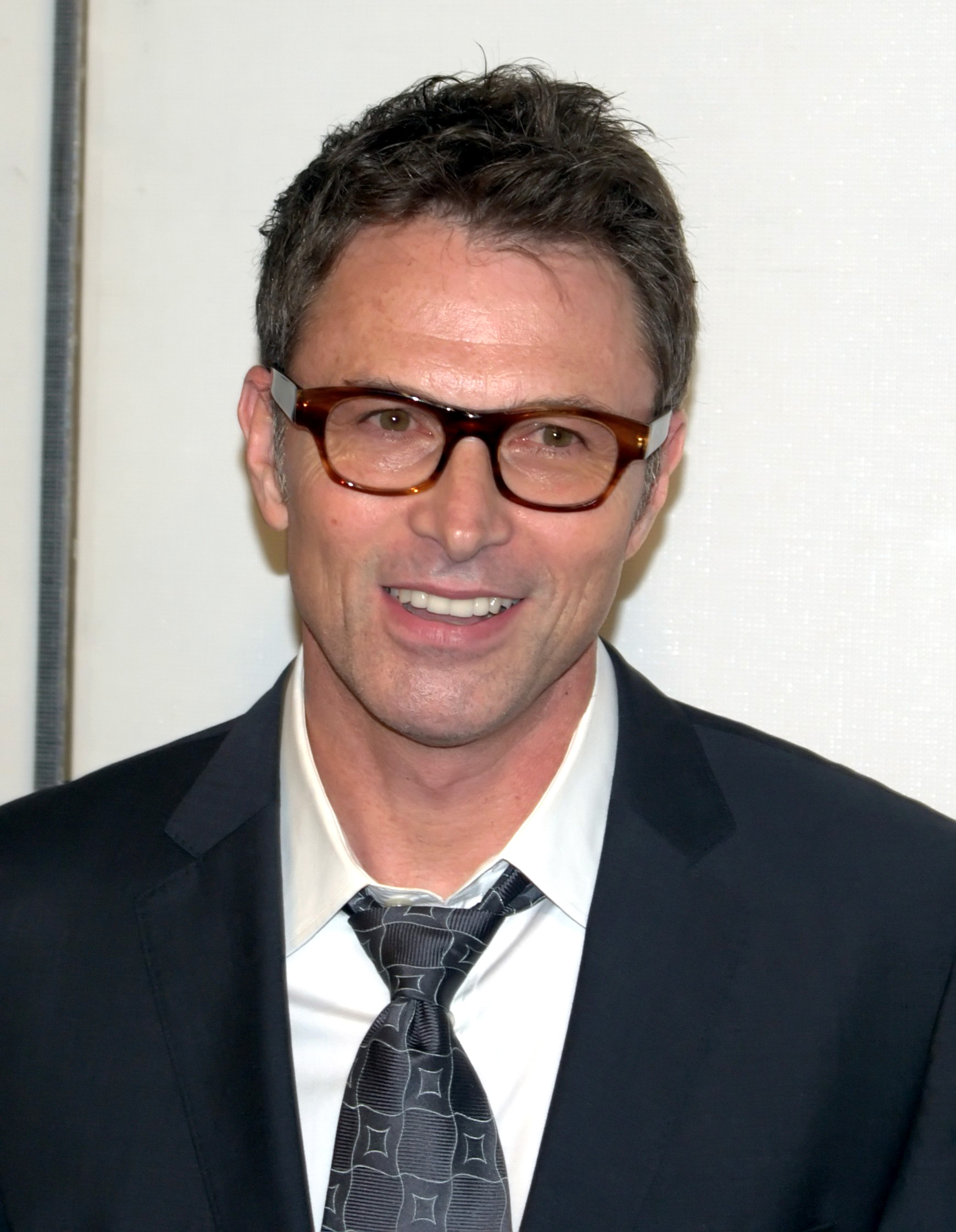
Timothy Daly spielte Dr. Pete Wilder
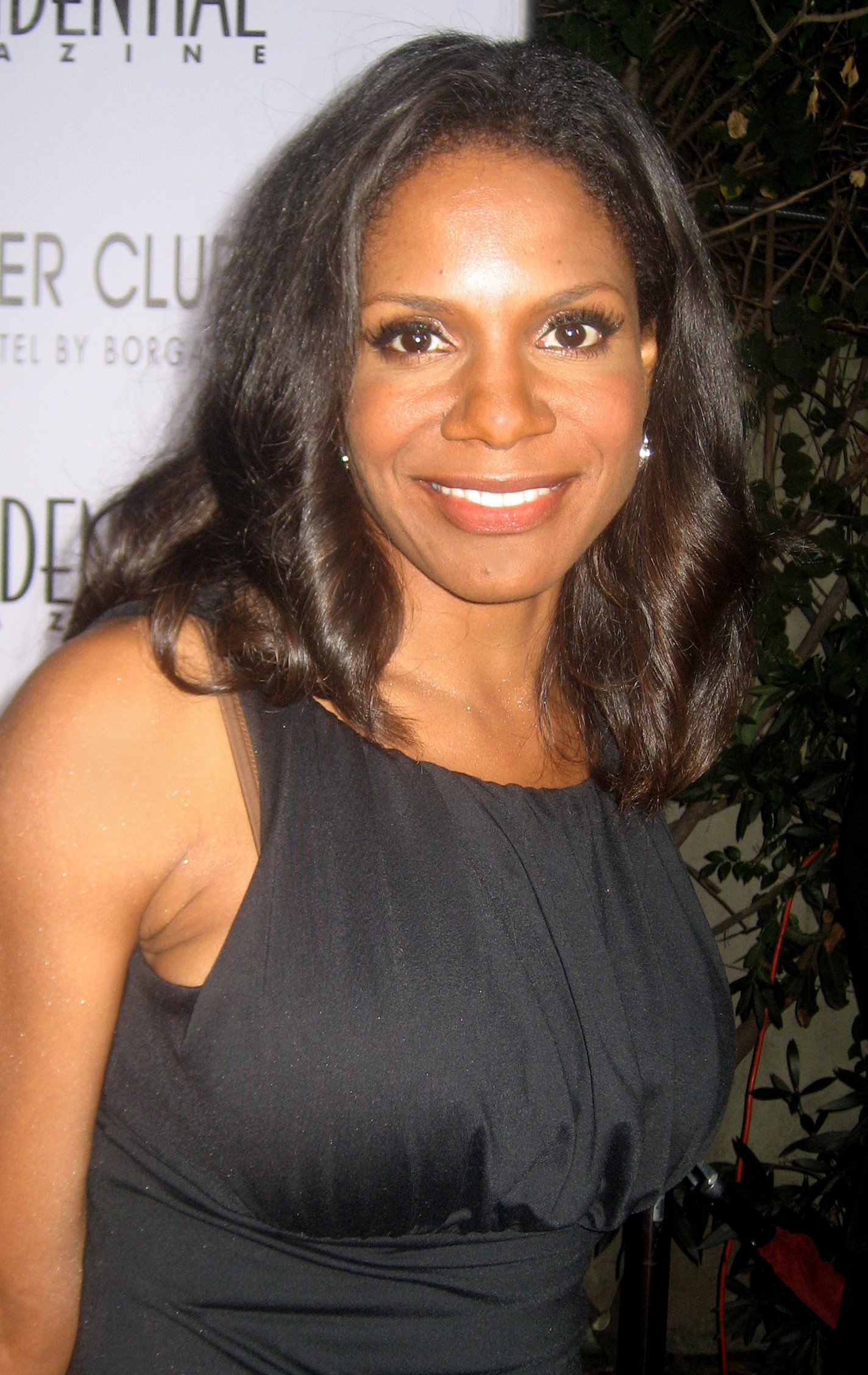
Audra McDonald spielte Dr. Naomi Bennett
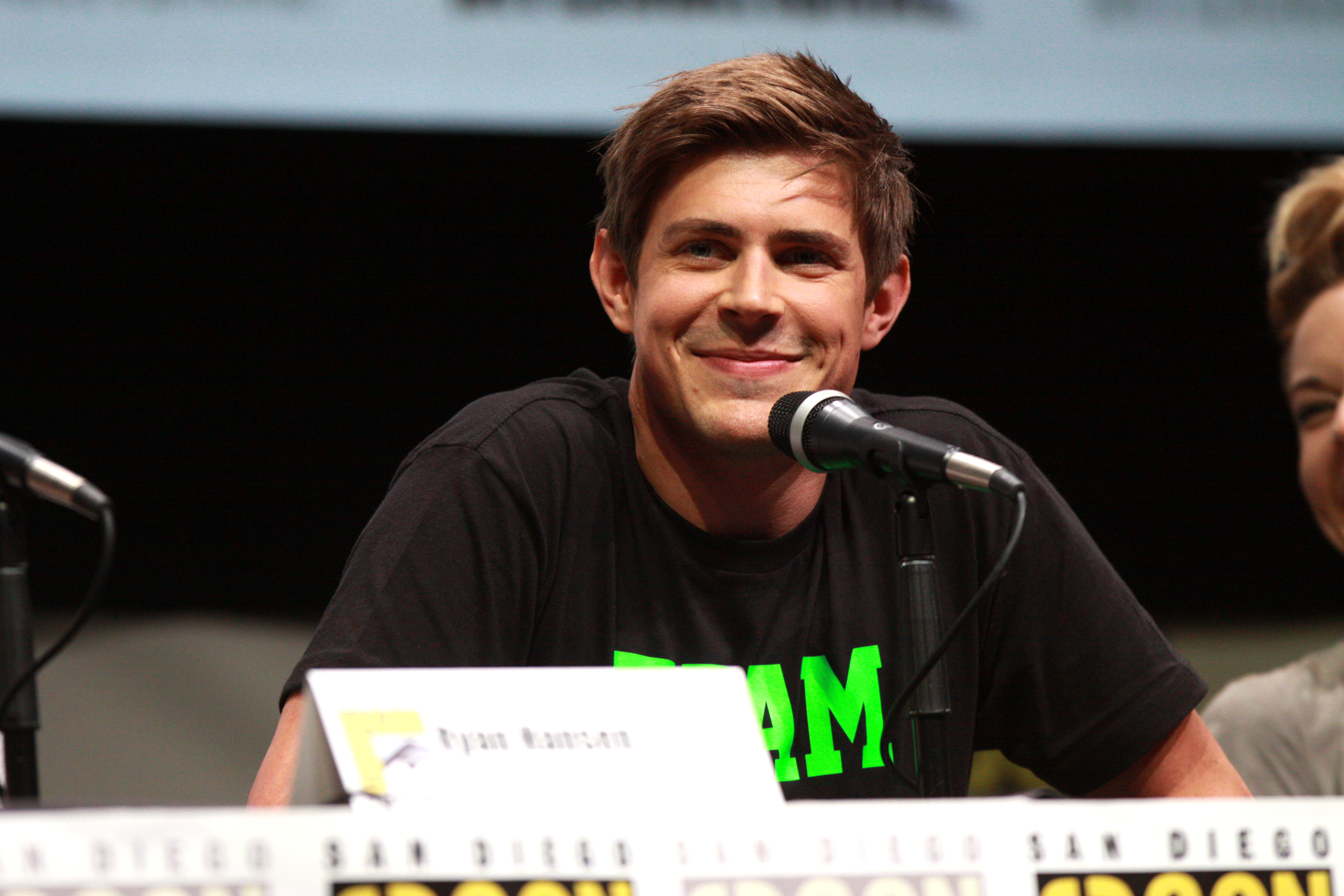
Chris Lowell spielte William „Dell“ Parker
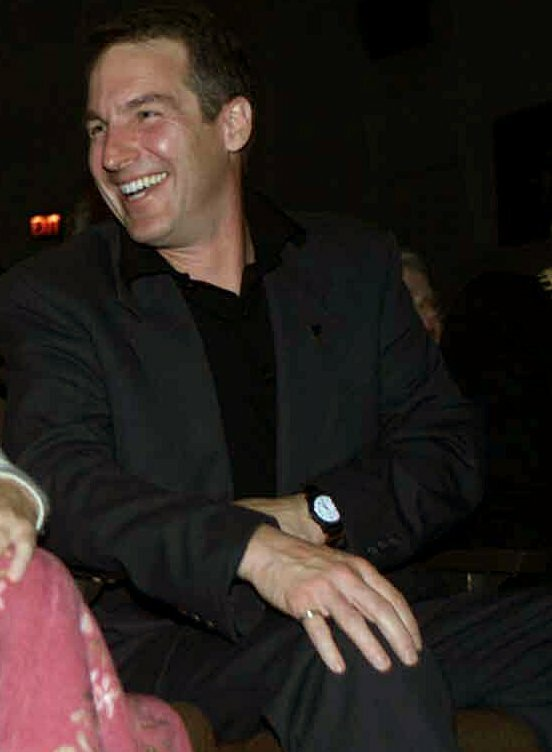
Brian Benben spielte Dr. Sheldon Wallace
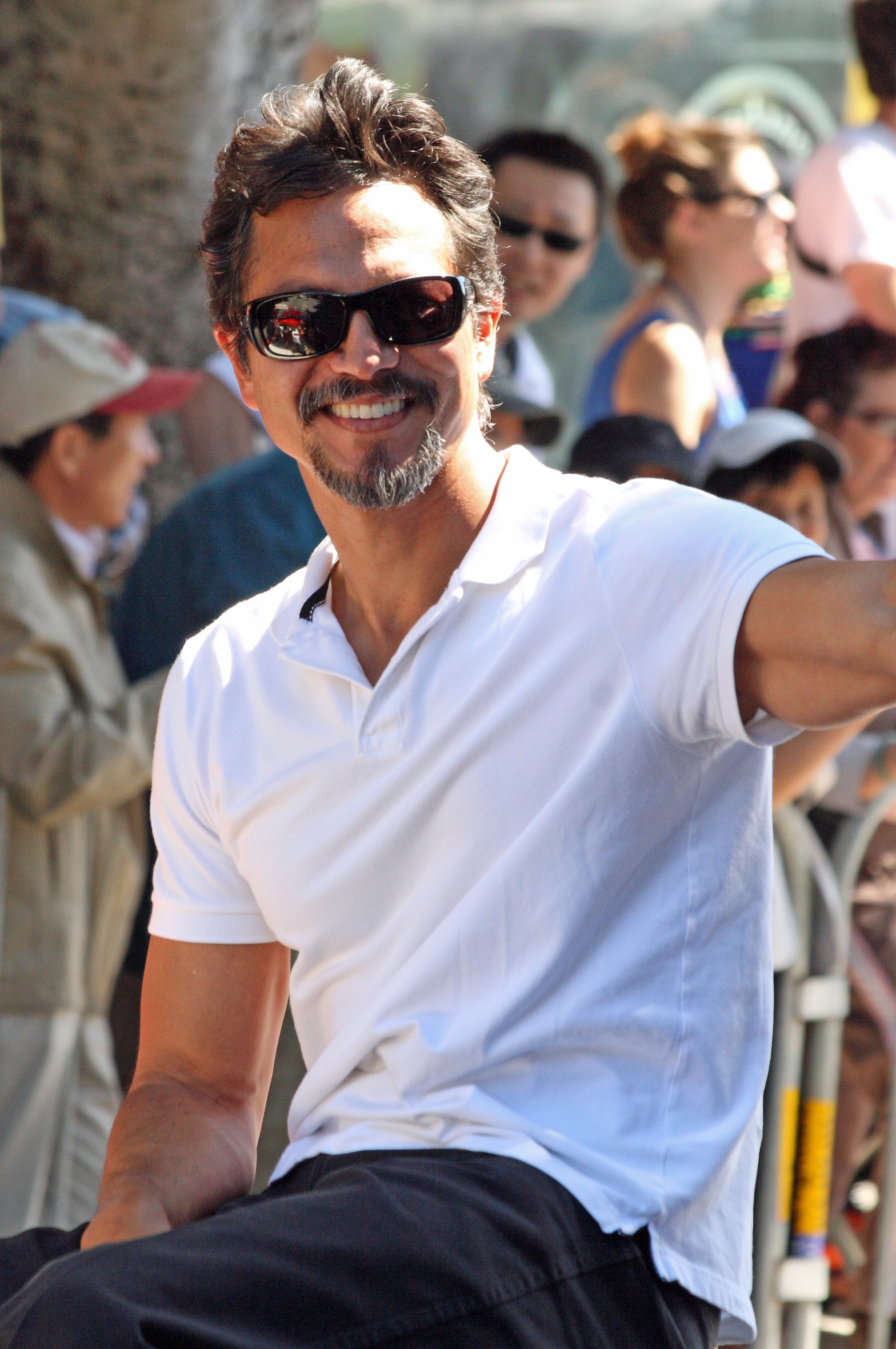
Benjamin Bratt spielte Dr. Jake Reilly

| Rolle                                 | Spezialgebiet                                           | Schauspieler      | Synchronsprecher                                       | Hauptrolle (Episode) | Nebenrolle (Episode)                                                    |
| ------------------------------------- | ------------------------------------------------------- | ----------------- | ------------------------------------------------------ | -------------------- | ----------------------------------------------------------------------- |
| Dr. Addison Adriane Forbes Montgomery | Gynäkologie, Neonatalchirurgie, Humangenetik            | Kate Walsh        | Katja Nottke (Staffel 1–3) Tanja Geke (Staffel 4–6)    | 1.01–6.13            |                                                                         |
| Dr. Samuel „Sam“ Bennett              | Innere Medizin, Herzchirurgie                           | Taye Diggs        | Leon Boden (Staffel 1–2) Ingo Albrecht (Staffel 3–6)   | 1.01–6.13            |                                                                         |
| Dr. Violet Marianne Turner            | Psychiatrie                                             | Amy Brenneman     | Elisabeth Günther                                      | 1.01–6.13            |                                                                         |
| Dr. Cooper Freedman                   | Pädiatrie                                               | Paul Adelstein    | Bernd Vollbrecht                                       | 1.01–6.13            |                                                                         |
| Dr. Charlotte King                    | Urologie, Sexologie, Leiterin des St. Ambrose Hospitals | KaDee Strickland  | Gundi Eberhard                                         | 1.01–6.13            |                                                                         |
| Dr. Peter „Pete“ Wilder               | Alternativmedizin                                       | Timothy Daly      | Thomas Nero Wolff (Staffel 1–4) Frank Röth (Staffel 5) | 1.01–5.22            |                                                                         |
| Dr. Naomi Bennett                     | Endokrinologie                                          | Audra McDonald    | Claudia Urbschat-Mingues                               | 1.01–4.22            | 6.13                                                                    |
| William „Dell“ Parker                 | Sprechstundenhilfe, Ausbildung zum Entbindungspfleger   | Chris Lowell      | Sebastian Schulz                                       | 1.01–3.23            |                                                                         |
| Dr. Sheldon Wallace                   | Psychiatrie                                             | Brian Benben      | Till Hagen                                             | 4.01–6.13            | 2.08–2.09, 2.11–2.15, 2.17–2.18, 2.21–3.04, 3.07, 3.10, 3.13, 3.16–3.23 |
| Dr. Amelia Shepherd                   | Neurochirurgie                                          | Caterina Scorsone | Anja Stadlober                                         | 4.01–6.13            | 3.19–3.23                                                               |
| Dr. Jake Reilly                       | Endokrinologie, Gynäkologie                             | Benjamin Bratt    | Charles Rettinghaus                                    | 5.01–6.13            | 4.22                                                                    |
| Mason Warner                          | Sohn von Cooper und Erica                               | Griffin Gluck     | Ben Hadad (Episode 5x03) Cedric Eich (Ab Episode 5x04) | 5.16–6.13            | 5.03–5.07, 5.09–5.15                                                    |

### Nebenbesetzung
| Rolle                        | Rollenbeschreibung                                                  | Schauspieler             | Synchronsprecher     | Nebenrolle (Episoden)                                              |
| ---------------------------- | ------------------------------------------------------------------- | ------------------------ | -------------------- | ------------------------------------------------------------------ |
| Dr. Richard Webber           | Oberarzt im Grey Sloan Memorial Hospital                            | James Pickens Jr.        | Roland Hemmo         | 1.01, 2.16                                                         |
| Maya Bennett                 | Naomis und Sams Tochter, Ehefrau von Dink                           | Geffri Maya Hightower    | Lam-Ha Ly            | 1.03, 1.05, 2.05, 2.07, 2.12, 3.09, 3.11–3.13, 3.15, 3.22–3.23     |
| Officer Kevin Nelson         | Ex-Freund von Addison, SWAT Officer                                 | David Sutcliffe          | Matthias Rimpler     | 1.07, 1.09, 2.01, 2.03–2.10, 2.12–2.13                             |
| Dr. Megan „Meg“ Porter       | Petes Ex-Freundin                                                   | Jayne Brook              | Marina Krogull       | 2.04–2.05, 2.07–2.08, 2.10                                         |
| Dr. Archer Forbes Montgomery | Addisons Bruder, Neurologe                                          | Grant Show               | Johannes Berenz      | 2.07, 2.13–2.17, 4.14                                              |
| Heather Parker               | Dells Ehefrau, Mutter von Betsey                                    | Agnes Bruckner           | Jill Schulz          | 2.10, 2.19, 2.22, 3.08, 3.10                                       |
| Dr. Sonya Nichols            | Sams Ex-Freundin                                                    | Sharon Leal              | Marion Musiol        | 2.10, 2.12, 2.14, 2.17–2.18                                        |
| Dr. Derek Shepperd           | Oberarzt im Grey Sloan Memorial Hospital, Ex-Mann von Addison       | Patrick Dempsey          | Boris Tessmann       | 2.15–2.16, 5.15                                                    |
| Dr. Miranda Bailey           | Oberärztin im Grey Sloan Memorial Hospital                          | Chandra Wilson           | Anke Reitzenstein    | 2.16, 3.03                                                         |
| Dr. Alex Karev               | Assistenzarzt im Grey Sloan Memorial Hospital                       | Justin Chambers          | Dennis Schmidt-Foß   | 2.16                                                               |
| Dr. Mark Sloan               | Oberarzt im Grey Sloan Memorial Hospital                            | Eric Dane                | David Nathan         | 2.16, 3.11                                                         |
| Dr. Noah Barnes              | Addisons Geliebter, Arzt im St. Ambrose Hospital                    | Josh Hopkins             | Matthias Deutelmoser | 2.18–2.22                                                          |
| Betsey Parker                | Dells und Heathers Tochter                                          | Hailey Sole              | Paulina Gigner       | 2.19, 2.22–3.01, 3.10–3.11, 4.04, 4.21–4.22                        |
| Katie Kent                   | Patientin von Violet und Pete, die Violet attackiert hat            | Amanda Foreman           | Luise Helm           | 2.19, 2.22–3.01, 3.05, 4.19                                        |
| William White                | Besitzer des Pacific Wellcare, Naomis Ex-Freund                     | James Morrison           | Christian Rode       | 2.22, 3.06, 3.14, 3.16–3.17, 3.22–3.23                             |
| Dr. Gabriel Fife             | Arzt bei Pacific Wellcare, Ex-Freund von Naomi                      | Michael Patrick Thornton | Tommy Morgenstern    | 3.06, 3.08, 3.12, 3.14–3.15, 3.17–3.19, 3.22–3.23, 4.16, 4.20–4.22 |
| „The Captain“ Montgomery     | Addisons und Archers Vater, Ex-Mann von Bizzy                       | Stephen Collins          | Joachim Pukaß        | 3.08–3.10, 4.14                                                    |
| Finn „Dink“ Davis            | Mayas Ehemann                                                       | Stephen Lunsford         | Filipe Pirl          | 3.09, 3.12–3.13, 3.15, 3.23–4.01                                   |
| Bizzy Forbes Montgomery      | Addisons und Archers Mutter, Ex-Frau vom Captain, Ehefrau von Susan | JoBeth Williams          | Rita Engelmann       | 3.10, 4.10–4.14                                                    |
| Susan Grant                  | Ehefrau von Bizzy                                                   | Ann Cusack               | Katharina Koschny    | 3.10, 4.10–4.13                                                    |
| Dr. Vanessa Hoyt             | Ärztin im St. Ambrose Hospital, Sams Ex-Freundin                    | Christina Chang          | Judith Brandt        | 3.16–3.19                                                          |
| Dr. Eric Rodriguez           | Arzt im St. Ambrose Hospital                                        | Cristián de la Fuente    | Jaron Löwenberg      | 4.05, 4.11–4.13                                                    |
| Erica Warner                 | Mutter von Mason                                                    | Allison Joy Langer       | Victoria Sturm       | 5.03–5.07, 5.09, 5.11–5.18                                         |
| Ryan Kerrigan                | Verlobter von Amelia, Vater von Amelias ungeborenem Kind            | Wes Brown                | Tim Knauer           | 5.06–5.08                                                          |
| Scott Becker                 | Sanitäter, Ex-Freund von Violet                                     | Stephen Amell            | Leonhard Mahlich     | 5.12–5.17                                                          |
| Corinne Bennett              | Schwester von Sam                                                   | Anika Noni Rose          | Uschi Hugo           | 5.13–5.17                                                          |
| Dr. Lexi Grey                | Assistenzärztin im Grey Sloan Memorial Hospital                     | Chyler Leigh             | Marie Bierstedt      | 5.15                                                               |
| Stephanie Kemp               | Krankenschwester im St. Ambrose Hospital, Ex-Freundin von Sam       | Justina Machado          | Daniela Hoffmann     | 6.01, 6.03–6.04, 6.10, 6.12–6.13                                   |
| Dr. James Peterson           | Arzt im St. Ambrose Hospital, Freund von Amelia                     | Matt Long                | Florian Halm         | 6.04–6.13                                                          |

## Ausstrahlung
Am 3. Mai 2007 wurde in den USA bereits ein Backdoor-Pilot der Serie gesendet. In der Doppelfolge von „Grey’s Anatomy – The Other Side Of Life“ wurden die Hauptdarsteller von Private Practice vorgestellt. Kurz nach der Ausstrahlung bestellt ABC 13 Episoden der Serie. Diese werden nun seit dem 26. September 2007 mittwochs und später donnerstags direkt nach „Greys Anatomy“ auf ABC ausgestrahlt. Außerdem wird die Serie ausgestrahlt auf CTV (Kanada), Channel Seven (Australien), NTV7 (Malaysia) und in Großbritannien auf Channel Five und Living. Das Serienfinale wurde am 22. Januar 2013 ausgestrahlt.

### Deutschsprachiger Raum
In Österreich sicherte sich der ORF die Rechte an der Serie und strahlte die erste Staffel ab 11. Februar 2008 im Zweikanaltonsystem (Deutsch/Englisch) aus. Auch auf dem Sender SRF zwei in der Schweiz wurde die erste Staffel ab 11. Februar 2008 im Zweikanalton ausgestrahlt. In Österreich betrug der Marktanteil der ersten Episode knapp 36 % und war somit die erfolgreichste Sendung auf diesem Ausstrahlungsplatz seit vier Jahren. Die Ausstrahlung der neun Folgen der ersten Staffel endete am 7. April 2008.
In Deutschland wurde die erste Staffel der Serie ab 13. Februar 2008 bei ProSieben ausgestrahlt. Die zweite Staffel war von März 2009 bis August 2009 auf ORF und ProSieben zu sehen. Die dritte Staffel lief seit 22. März 2010 Montags um 20.45 Uhr als deutschsprachige Erstausstrahlung auf dem Schweizer Free-TV-Sender SRF zwei bis vorläufig zum 23. August 2010, danach übernahm die Serie Grey’s Anatomy am 30. August 2010 erst mal wieder den Sendeplatz. Auf ProSieben wurde die dritte Staffel vom 7. April 2010 bis 29. September 2010 mittwochs um 21.15 Uhr ausgestrahlt. Im Juni und Juli 2010 wurde die Ausstrahlung wegen der Fußball-Weltmeisterschaft unterbrochen. Auf SRF zwei endete die Staffel am 20. September 2010, eine Woche früher als auf ProSieben.
Die vierte Staffel wurde vom 23. März 2011 bis zum 17. August 2011 auf ProSieben ausgestrahlt. Dort waren vom 28. März 2012 bis 6. Juni 2012 auch die ersten elf Folgen der fünften Staffel zu sehen. Bereits zwei Tage früher begann der Schweizer Sender SRF zwei die Ausstrahlung der fünften Staffel. Die restlichen elf Folgen der fünften Staffel wurden nach einer Pause während der Fußball-Europameisterschaft vom 4. Juli 2012 bis zum 8. August 2012 auf ProSieben schon ab 20.15 Uhr gezeigt, allerdings ohne die Mutterserie Grey’s Anatomy. In Deutschland wurde die sechste Staffel zwischen dem 9. Januar 2013 und dem 3. April 2013 auf ProSieben ausgestrahlt. Wie bereits bei Staffel 5 begann SF zwei schon zwei Tage früher mit der Ausstrahlung, sodass dort die Serie schon am 1. April 2013 endete.
| Staffel | Episoden | Sendezeitraum               | Einschaltquoten | Einschaltquoten | Sendeplatz          | Sender |
| Staffel | Episoden | Sendezeitraum               | 14 bis 49       | Gesamt          | Sendeplatz          | Sender |
| ------- | -------- | --------------------------- | --------------- | --------------- | ------------------- | ------ |
| 1       | 9        | Februar bis April 2008      | ⌀ 14,2 %        | ⌀ 7,1 %         | Mittwochs 22:15 Uhr | Pro 7  |
| 2       | 22       | März bis August 2009        | ⌀ 11,3 %        |                 | Mittwochs 21:15 Uhr | Pro 7  |
| 3       | 10       | April bis Juni 2010         | ⌀ 12,8 %        | ⌀ 6,2 %         | Mittwochs 21:15 Uhr | Pro 7  |
| 3       | 13       | Juli bis September 2010     | ⌀ 12,8 %        | ⌀ 6,2 %         | Mittwochs 21:15 Uhr | Pro 7  |
| 4       | 22       | März bis August 2011        | ⌀ 12,3 %        |                 | Mittwochs 21:15 Uhr | Pro 7  |
| 5       | 11       | März bis Juni 2012          |                 |                 | Mittwochs 21:15 Uhr | Pro 7  |
| 5       | 11       | Juli bis August 2012        |                 |                 | Mittwochs 20:15 Uhr | Pro 7  |
| 6       | 13       | 9. Januar bis 3. April 2013 |                 |                 | Mittwochs 21:15 Uhr | Pro 7  |